# Kourou
Kourou è una città della Guyana francese. Ha circa 20 000 abitanti.

## Geografia
Situata circa 60 km a nord-ovest di Caienna e affacciata sull'Oceano Atlantico in corrispondenza dell'estuario del fiume Kourou, la città è circondata da quattro colline: Carapa, Pariacabo, Café e Lombard, non lontano si trovano delle catene montuose.
La costa è caratterizzata da lunghe spiagge di sabbia bianca con alcuni promontori scogliosi.

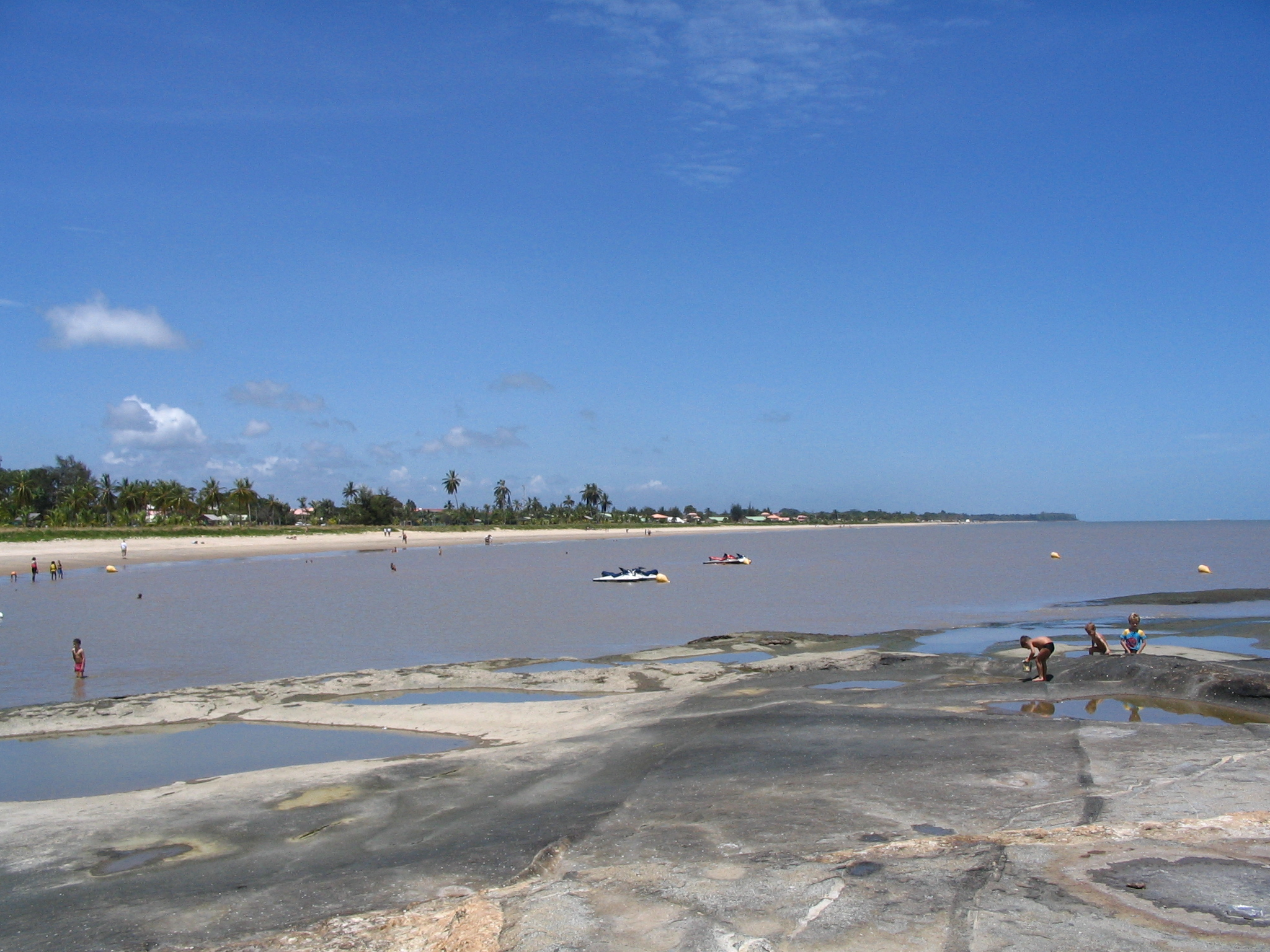
La lunga spiaggia di sabbia bianca di Kourou

Kourou è nota soprattutto per ospitare la base di lancio dei vettori francesi ed europei (Centro spaziale guyanese, CSG). Dal 2011 (21 ottobre 2011), il vettore russo Soyuz ha esordito a Kourou con il lancio dei primi due satelliti della costellazione Galileo.

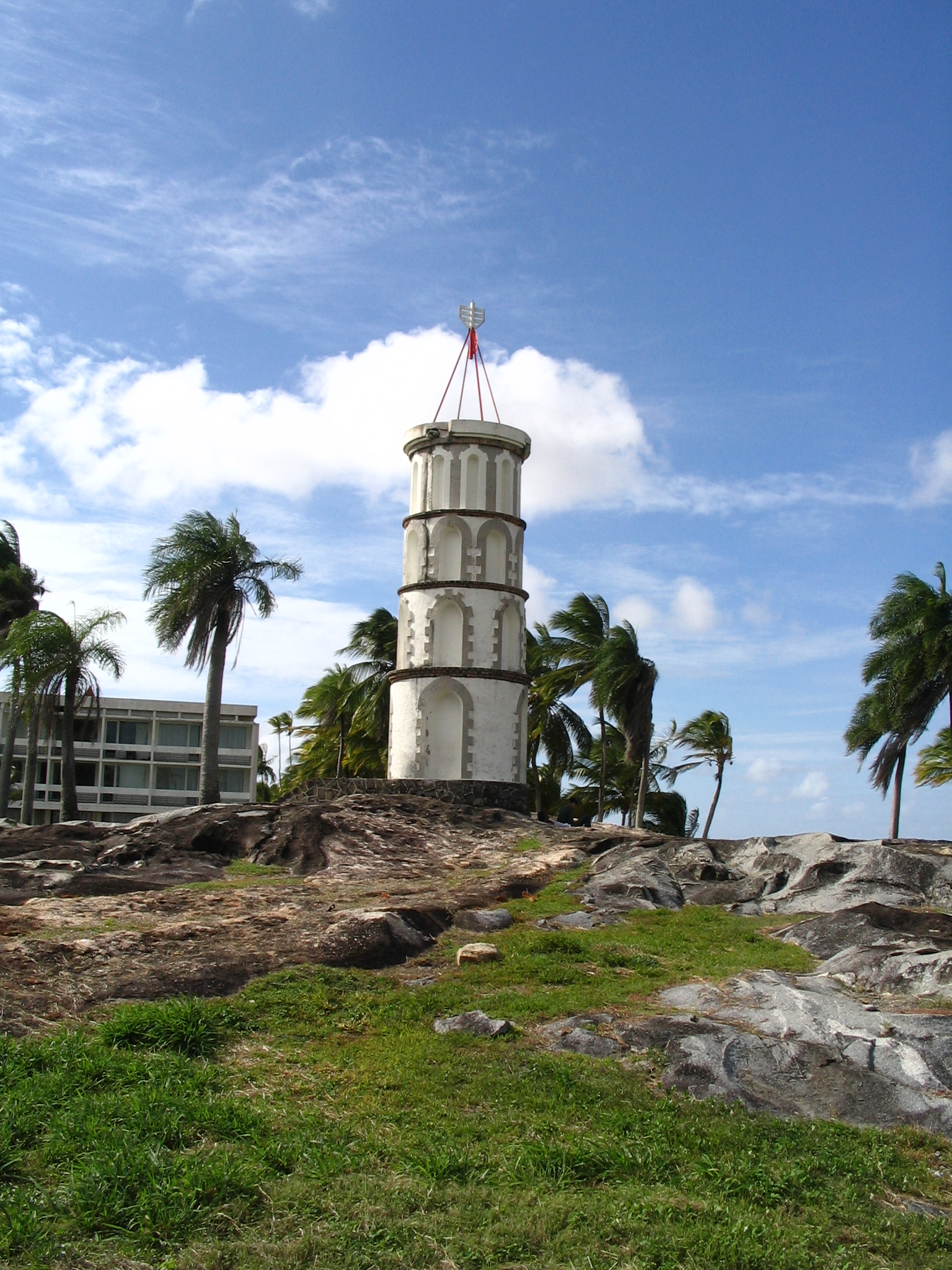
La Torre Dreyfus, utilizzata per comunicare con le Îles du Salut